# Evelyn Faltis
Evelyn Faltis (* 20. Februar 1887 in Trautenau; † 13. Mai 1937 in Wien) war eine österreichische Komponistin und Korrepetitorin.

## Leben
Faltis wurde in Trautenau in Böhmen als Tochter eines Großindustriellen geboren und in einer Pariser Klosterschule erzogen. Sie studierte ab 1905 in Wien bei Alexander von Zemlinsky und Eusebius Mandyczewski Klavier und Komposition, was sie ab ca. 1909 bei Felix Draeseke und Eduard Reuß in Dresden und bei Sophie Menter in München fortsetzte. Sie lebte ab 1918 in Berlin und zog um 1934 zurück nach Wien. Als vermutlich erste Frau konnte sie sich als Solo-Korrepetitorin, z. B. bei den Bayreuther Festspielen (1914–1933) und an der Städtischen Oper Berlin (1924–1937), etablieren. Mit ihren Werken konnte sie gewisse Erfolge als Komponistin im deutschen und österreichischen Musikleben erzielen, sie stellte das Komponieren jedoch weitgehend ein, als sie 1924 ihre erste Festanstellung erhielt. Sie starb 1937 an einer Lungenentzündung und wurde auf eigenen Wunsch in Bayreuth bestattet.

## Schaffen
Ihre zahlreichen Kompositionen, darunter Kammermusikwerke und Lieder, wurden zumeist bei Verlag Ries & Erler in Berlin gedruckt; einige werden noch heute aufgeführt. Sie bedürfen weiterer Forschung, um sie in die Musik ihrer Zeit einordnen zu können.

## Werke
- Kompositionen
- Sonate h-Moll für Klavier (o. op, ca. 1909)
- Klaviertrio d-Moll, op. 1
- Phantastische Sinfonie für Orchester, op. 2a
- Hamlet. Symphonische Dichtung für Orchester, op. 2b
- Sechs Lieder, op.2c: 1.Erfüllung – 2. Verloren – 3. Goldne Wiegen schwingen – 4. O traue deiner Liebsten nicht – 5. In der Nacht – 6. Toter Herbst.
- Klavierkonzert, op. 3
- Klaviertrio g-Moll, op. 4
- Andante und Slawischer Tanz für Klavier und Violine, op. 5
- Adagio für Violine und Klavier, op. 5 (Opuszahl doppelt belegt)
- Sonate für Violine und Klavier d-Moll, op. 6
- Drei Lieder für Singstimme und Klavier, op. 7 (1921) 1. Träume – 2. Litanei – 3. Nepomuk.
- Sieben Lieder für Singstimme und Klavier, op. 8 (1921) 1. Volksweise – 2. Golka – 3. Rosentage, wunderreiche – 4. Lied der Tänzerin – 5. Liebeslied – 6. Vigilie – 7. Nebel.
- Anrufung: „Welche Wege soll ich schreiten“ für achtstimmigen gemischten Chor a cappella. Text: H. Ossenbach, op. 9 (1929)
- Sechs Lieder für Singstimme und Klavier, op. 10 (1921) 1. Warum – Komm heim, ich kann’s nicht erwarten – 3. Hymne – 4. Libussa – 5. Die Ratlose – 6. An den Abend.
- Zwei geistliche Lieder, op. 11
- Fantasie und Doppelfuge mit „Dies Irae“ für Orgel, op. 12 (1922)
- Sechs Zigeunerlieder, op. 12a (1921) 1.Auftrag – 2.Die Verliebte – 3.Abschied–4.Kolednika – 5. Bräutchens Garten – 6. Die Verlassene.
- Streichquartett, op. 13a
- Messe mit Orgel, op. 13b
- Zwei Lieder für Singstimme und Klavier, op. 14 (1931) 1. Traum – 2. Der Kirschbaum.
- Streichquartett, op. 15
- Lieder fernen Gedenkens für Singstimme und Klavier, op. post. (1939) 1.Unklarheit–2.Zeig mir dein wahres Bild–3.Sprich– 4. Heimkehr.